# DDR-Anden-Feuerland-Expedition
Die DDR-Anden-Feuerland-Expedition (DAFEX) fand 1962 auf Einladung des chilenischen Bergsteigerverbandes statt.
Im Laufe der Expedition kam es zu Erstbesteigungen von Berggipfeln bis über 5000 m Höhe. Neben dem Expeditionsleiter Percy Stulz veröffentlichte das Expeditionsmitglied Fritz Rudolph einen Expeditionsbericht unter dem Titel „Kakteen – Indios – Andengipfel“, welcher im sozialistischen Zeitgeist verfasst ist.

## Mitglieder der Expedition
Alle Expeditionsmitglieder waren Hochgebirgsbergsteiger mit Erfahrungen aus den Alpen, der Hohen Tatra und dem Kaukasus. Dabei waren:
- Klaus Nickel, 25 Jahre alt, Kfz-Meister
- Fritz Rudolph, 48 Jahre alt, Kameramann, Schriftsteller
- Percy Stulz, 33 Jahre alt, Historiker an der Humboldt-Universität
- Fritz Uhlig, 32 Jahre, Diplomsportlehrer
- Manfred Zielinski, 27 Jahre, (Planstelle als Pionierleiter) Kraftfahrer, Kameramann

## Geplanter Reiseverlauf
Die Expeditionsgruppe wurde vom chilenischen Bergsteigerverband zur gemeinsamen Ersteigung des Aconcagua eingeladen, zusammen mit Crews aus weiteren Ländern. Die Crew aus der DDR plante und organisierte die Schiffsreise nach Buenos Aires, die Weiterfahrt mit dem Expeditions-Lkw, einem S 4000.1 mit Pritschenaufbau und Plane, per Landstraße durch Argentinien nach Santiago de Chile und die Rückfahrt per Schiff durch den Panamakanal. Alle nötigen Dokumente dafür wurden beschafft, genügten aber später nicht immer. Der chilenische Bergsteigerverband lud die Crew aber nicht nur zu der Besteigung des Aconcagua ein, sondern zu einer halbjährigen Expedition durch das gesamte Chile.

## Ausrüstung und Zeitgeist
Alle Ausrüstungsgegenstände wurden in der DDR erzeugt, worauf im Reisebericht häufig hingewiesen wird. Die Expedition wurde vor dem Mauerbau geplant und von den fünf Teilnehmern ohne große staatliche Unterstützung finanziert, auch wenn sie unter der Schirmherrschaft des staatlichen Kulturbundes stand. Die Teilnehmer bekamen die allermeisten Ausrüstungsgegenstände von den DDR-Betrieben jedoch kostenlos zur Verfügung gestellt, mit der Auflage, sie unter den extremen Bedingungen der Tropen und der Anden zu testen und sie in Bildern immer gut sichtbar abzulichten bzw. Werbefotos vor exotischen bzw. extremen Hintergründen zu machen. Das führt im Buch zur häufigen Nennung dieser Produkte und ist wie so manch anderes an diesem Bericht dem sozialistischen Zeitgeist geschuldet. In dem Bericht wird immer wieder das große Vorbild Kuba erwähnt und auch sonst werden immer wieder die schlechten kapitalistischen Gegebenheiten Chiles erwähnt, aber auch die wachsende revolutionäre Bewegung nach dem Vorbild Kubas. Im Reisebericht wird eindeutig Propaganda betrieben. Die von den Crew-Mitgliedern allerorts vorgeführten Dia-Vorträge über die DDR werden von den Chilenen gern gesehen, aber durch fehlende Spanischkenntnisse der Crewmitglieder nicht zu reinen Propagandaveranstaltungen missbraucht. Vielmehr sehen die Chilenen einen Bericht über fernes Land. Überall verteilen die Expeditionsteilnehmer Schallplatten mit klassischer deutscher Musik und Bildbände über die DDR.

## Expeditionsverlauf
Die Expedition begann am 11. November 1961 mit dem um drei Wochen verspäteten Einschiffen auf dem polnischen Frachtschiff „Hugo Kollataj“ in Gdynia. Am 3. Dezember wurde der Hafen von Buenos Aires erreicht, das Betreten argentinischen Bodens wurde der Expedition jedoch auf Betreiben des Botschafters der BRD Werner Junker verweigert. Es folgten fünf Wochen lang anhaltende Verhandlungen, wobei die Expeditionscrew insbesondere vom argentinischen Bergsteigerverband, aber auch von westdeutschen Journalisten sehr viel Rückendeckung bekam, jedoch immer vom Geheimdienst überwacht wurde. Die Schikanen nahmen derart überhand, dass die westdeutschen Journalisten energische Proteste veröffentlichten und der Crew beistanden. Die Expedition stand kurz vor dem Scheitern und die Mitglieder erwogen den Verkauf der Ausrüstung, insbesondere des Lkw. Letztlich wurde von Argentinien die Weiterreise über Land entgegen den ursprünglichen Zusagen verweigert und nur ein Flug nach Chile genehmigt. Die Ausrüstung musste zu hohen Frachtpreisen mit einem chilenischen Schiff um Kap Hoorn verschifft werden. Die Kosten wurden jedoch vom chilenischen Bergsteigerverband übernommen. Westdeutschen Journalisten ist es zu verdanken, dass der LKW beim Umladen auf das chilenische Schiff nicht vom argentinischen Geheimdienst durchsucht (und unter diversen Vorwänden faktisch geplündert) wurde. Sie fuhren auf dem LKW mit und drohten der Polizei, welche den LKW entgegen den Absprachen und internationalem Recht nicht zum chilenischen Schiff, sondern in eine Polizeistation führte, jede weitere Aktion ihrerseits mit Fotos zu belegen und als Zeugen auszusagen. Die argentinische Polizei gab auf. Westdeutsche Journalisten besorgten auch die Flugtickets.
In Chile wurde die Crew zuvorkommend behandelt und lernte bedeutende, zumeist, aber nicht nur, linke Politiker kennen, wozu auch Salvador Allende und andere hohe Abgeordnete des Nationalkongresses gehörten. Zu ihren Förderern gehörte auch der Nobelpreisträger Pablo Neruda. Letztlich kam der Lkw mit 4 Tonnen Ausrüstung und Hilfsgütern für erdbebengeschädigte Menschen (es gab kurz davor ein schweres Erdbeben in Chile) im Hafen an und konnte nach drei weiteren Wochen mit den wesentlichsten Expeditionsgütern (einiges wurde vom Zoll recht willkürlich beschlagnahmt) abgeholt werden. Die auf Betreiben des Westdeutschen Botschafters Dr. Strack auf 15 Aufenthaltstage gekürzten Visa wurden durch chilenische Förderer aus Politik und Wirtschaft auf vorerst 3 Monate wieder verlängert. Später erfolgte eine weitere Verlängerung um die geplante Reise fast vollständig durchführen zu können. Der chilenische Bergsteigerverband übernahm alle Kosten für den ungeplanten Schiffstransport der Ausrüstung und auch alle Hotelrechnungen. Jedoch führte dies alles zu insgesamt weiteren 6 Wochen Verzögerung.
Es folgten nun sechs Monate lang insgesamt über 3000 km weite Fahrten durch Zentralchile bis in die südlichsten Provinzen auf Feuerland sowie ins Gebirge der Hochkordilleren und Gipfelbesteigungen, unter denen auch Erstbesteigungen waren, wie die des letzten damals noch unbezwungenen 5000ers der Anden, des 5.035 m hohen Punta Hoff am 23. und 27. Februar durch zwei Gruppen der Expedition, an die sich auch zwei Chilenen angeschlossen hatten. Am 27. Februar wird der 5.200 m hohe Cerro Bello von dem Chilenen Rubén Lamilla und Fritz Uhlig über die bisher unbezwungene Südostflanke bestiegen. Dies war die dritte Besteigung dieses Berges überhaupt.
Gegen den Widerstand der chilenischen Experten verzichteten die Deutschen auf Tragetiere und Hilfskräfte. Sie trugen ihre Ausrüstung zu den Lagern den Berg hinauf und mussten ihn so mehrfach erklimmen. Sie nutzten diese Anstrengungen als Höhentraining, was sich bewährte. Diese Taktik verbesserte die Akklimatisierung und ermöglichte es der Crew erfolgreicher als die bisherigen mit ihren Mulis eher schnellen Expeditionen zu sein, welche bisher in den Anden üblich waren. Die mehrfachen Gänge der Crewmitglieder vom Basislager in 2850 m Höhe zum Lager I in 3900 m Höhe und von dort zum Lager II in 4350 m Höhe trainierten sie für den Sturm auf den Gipfel. Die Lager lagen jeweils einen Tagesmarsch voneinander entfernt.
Als Nächstes wurde der 6100 m hohe Marmolejo über die vorher noch nie durchstiegene Nordwestwand in Angriff genommen. In ca. 5000 m Höhe verhinderte einsetzender Schneefall das Durchsteigen einer 500 m langen Eiswand und die Crew musste umkehren. Auch die Besteigung des Aparejo musste auf Grund umschlagenden Wetters abgebrochen werden. In Chile begann der Herbst. Jetzt rächten sich die fünf Wochen Verspätung durch den ungeplanten Aufenthalt in Buenos Aires und die erzwungene Untätigkeit bis zur Ankunft der Expeditionsausrüstung. Zudem liefen wiederum die Visa ab, und die Expedition musste alle weiteren Gipfelträume vorerst fallen lassen. Generell war die Expedition aber bis dahin ein großer Erfolg und nicht zuletzt auch Werbung für die DDR, denn die Crew versäumte es nicht, in Chile auch diesbezügliche Propaganda zu betreiben.
Bei der Visa-Verlängerung intervenierte der westdeutsche Botschafter Dr. Strack immer wieder und ließ über seine Botschaft Hassberichte in der Presse drucken, welche vor den „kommunistischen Agenten“ warnten. Dem Rektor der Universität von Chile, der sich neben vielen anderen hilfreich für die Expedition einsetzte, wurde eine auf Einladung westdeutscher Professoren fest geplante Vortragsreise durch die Bundesrepublik Deutschland abgesagt. Fest zugesagte Spenden z. B. für die Universitätsklinik wurden „vorübergehend zurückgestellt.“ Sogar bereits zugesagte Kredite für Chile sollten nun nochmals überprüft werden. Derartige Machtspiele wurden in der chilenischen Presse sehr ausführlich behandelt und erreichten das Gegenteil. Schon vorher wurden die andinistischen Leistungen der Expedition in der Presse hoch gelobt und die Teilnahme chilenischer Bergsteiger als Gäste an allen Expeditionen als Beweis der Freundschaft herausgestellt. Das sich frei fühlende demokratische Chile verbat sich jede Einmischung von außen und die Meinung im Lande war klar für die Weiterführung der Expedition. Der Präsident Jorge Alessandri persönlich verlängerte deshalb die Visa und die Expedition in den Süden konnte stattfinden.
Auf der Fahrt in den Süden wurde die Crew immer wieder von staatlichen und privaten Institutionen eingeladen. Generell wird im Reisebericht sehr oft die große Gastfreundschaft der Chilenen betont und gelobt. Dass dies auch über Klassengrenzen hinweg so blieb, hat der Autor des Reiseberichts gleichfalls nicht unerwähnt gelassen. Es fanden Besuche auf großen Weingütern, Zuckerfabriken und bei den Araukanern, den Indios Südchiles statt. Wurde der Expeditionscrew in Santiago noch Militärspionage durch die westdeutsche Botschaft unterstellt, um die Expedition zu verhindern, übernachtete die Crew fern der Politik in der Hauptstadt auch schon mal auf Einladung eines Kommandanten in einer Militärkaserne. Anfang April wurde im Süden Chiles der 2840 m hohe aktive Vulkan Villarrica erstiegen. Dieser ist vollständig mit Schnee bedeckt. Der Aufstieg erfolgte durch zwei Gruppen in zwei Etappen über Schneefelder und durch Eiswände. Bei Sichtweiten von über 200 km ist von dort der Pazifik klar erkennbar. Der Abstieg erfolgte durch tiefen Neuschnee auf Skiern.
Die Fahrt führte die Expedition bis zum damaligen Ende der Panamericana in Chile in der Nähe von Puerto Montt, 1100 km südlich Santiago. Eine Weiterfahrt über ebenfalls zur Panamericana gerechnete Straßen in Argentinien wurde auf Grund der bisherigen Erfahrungen mit argentinischen Behörden gar nicht erst versucht. Eine Landverbindung durch die sich südlich anschließenden Inselgruppen Chiles existiert auf chilenischem Boden nicht. Die Weiterreise aller fünf Crewmitglieder per Schiff von Puerto Montt nach Feuerland organisierte ein Chilene, dem sie per Telegramm aus Santiago angekündigt worden waren. Bezahlen mussten die fünf inzwischen finanziell recht klammen Expeditionsteilnehmer eine Überfahrt in der dritten Klasse, die Schiffsgesellschaft arrangierte aber angeblich die Überfahrt in der ersten Klasse. Einmal mehr wurde die große Gastfreundschaft der Chilenen bewiesen, denn es war der ihnen vor ihrer Ankunft unbekannte Gastgeber, der die Differenz heimlich bezahlte. Bis zur Abreise wurden auf Einladung Schulen besucht. Da der Besuch der Expedition einmal mehr große Berichte in der Zeitung verursachte, erfolgten weitere Einladungen von Privatpersonen aus unterschiedlichen Schichten, Lichtbildervorträge und Radioauftritte. Die Expedition verschenkte erneut Schallplatten mit klassischer Musik und Bildbände.
Unmittelbar vor Abfahrt des Schiffes wurden die fünf Expeditionsmitglieder von der Staatspolizei in Zivil verhaftet. Ihr Gepäck sollte auf Anweisung des lokalen deutschstämmigen und der Expedition nicht freundlich gesinnten Gouverneurs durchsucht werden. Der Polizei schien das sichtlich peinlich, hatte sie doch bisher keinen Grund für ein Einschreiten, auch begrüßte sie die Abwechslung vor Ort und hatte die freundschaftliche Beziehungen der Deutschen und Chilenen miteinander gar wohl registriert. Ein Anruf der Expeditionscrew in Santiago bei ihren Förderern sorgte für die sofortige Freilassung und es wurden mit der sichtlich erleichterten Polizei sogar Wimpel ausgetauscht.
Nach sechs Tagen Schiffsreise auf einem alten überladenen Schiff erreichte die Expedition durch die Magellanstraße den südlichsten Punkt des südamerikanischen Festlandes, Punta Arenas. Da das Schiff aber unterwegs immer wieder je nach Fracht- und Passagieraufkommen in verschiedenen Häfen anlegte, wurden dort noch kurze Expeditionen unternommen. Bei den Inseln Feuerlands kam es auch zur Begegnung mit Alacaluf-Indios, den wenigen damals noch lebenden Ureinwohnern Feuerlands. In Punta Arenas wurde die Expedition vom Oberbürgermeister der südlichsten Stadt der Welt und vom Provinzgouverneur eingeladen. Ein Lichtbildervortrag fand im Festsaal des Rathauses statt. Da die Expeditionscrew ihren LKW in Puerto Montt zurücklassen mussten, hofften sie vor Ort auf fremde Hilfe. Sie wurden nicht enttäuscht, im Gegenteil, die Hilfe übertraf alle Erwartungen. Fahrzeuge wurden kostenlos von ortsansässigen Geschäftsleuten zur Verfügung gestellt und mit ihnen wurde von der Crew die Südspitze des amerikanischen Kontinents erkundet. Der Provinzgouverneur stellte der Crew sogar ein Flugzeug zur Verfügung, mit dem sie zu den südlichen Ölfeldern flogen, welche sich auf den Inseln Feuerlands befinden. Dort waren sie für zwei Tage Gäste der Erdölgesellschaft. Da die Visa nun endgültig abliefen musste die Expedition nach drei Tagen wieder mit dem Schiff zurück nach Puerto Mont und fuhr von dort in fünf Tagen zurück nach Santiago.
Generell wurde in den demokratischen Staaten Südamerikas sehr positiv über die Expedition und ihre Erfolge berichtet. Diese Erfolge und der Umstand, dass bei allen Touren immer auch einheimische Bergsteiger eingeladen wurden, um die Erfolge mit ihnen zu teilen, aber auch der gewollte Kontakt zur Bevölkerung und zu deren Lebensweise wurden sehr positiv bewertet. Die Sprachbarriere verhinderte, dass Propaganda betrieben werden konnte und die überall gerne aufgeführten Dia-Vorführungen zeigten den Publikum eine fremde Welt in einer Zeit, in der Fernsehen vor Ort noch keine Rolle spielte. Dies führte zu Einladungen für zukünftige Expeditionen. Einer inzwischen ausgesprochenen Einladung des bolivianischen Bergsteigerverbandes konnte die Expedition jedoch nicht nachkommen, da es unvermittelt zu Grenzstreitigkeiten mit Chile kam. Die Grenzen wurden geschlossen und die Crew hoffte auf eine Folgeexpedition, die jedoch nie zustande kam.
Die Rückfahrt mit einem chilenischen Schiff, das der Expedition beim Fracht- und Passagepreis wieder sehr entgegenkam, erfolgte durch den Panamakanal mit Zwischenstopp in Kuba, das problemlos Visa ausstellte. Auf Kuba gab es erstmals keine Kontrollen für die DDR-Bürger. In den nun folgenden sechs Wochen Aufenthalt reiste die Expedition mit dem S 4000 insgesamt 7500 km durch das Land und besichtigte diverse Sehenswürdigkeiten und hielt ihrerseits Vorträge über die DDR. Der höchste Berg Kubas, der 1.974 m hohe Pico Turquino wurde bei der Reise bestiegen. Von Kuba erfolgte die Heimreise mit dem symbolträchtigen Schiff der Deutschen Seereederei der DDR „Frieden“. Nach 300 Tagen betrat die Expedition in Rostock wieder deutschen Boden. Die Expeditionsteilnehmer hofften, dass sie in einer weiteren Expedition nach Chile und nun auch Bolivien die nicht erreichten Ziele nachholen könnten. Es wurde von ihnen auch dahingehend die nächste Reise geplant, doch der sich verschärfende Kalte Krieg und die politischen Ereignisse in Chile und der Welt verhinderten weitere Reisen in diese Region. Fritz Rudolph, Klaus Nickel und Percy Stulz führten dann 1968 ihre nächste Expedition nach Tansania als DDR-Afrika-Expedition im Robur durch. Südamerika hat keiner von ihnen jemals wieder betreten.